# Петтерсен, Курт
Курт Арне Петтерсен (швед. Kurt Arne Pettersén; 21 июня 1916, Бурос — 15 ноября 1957, Бурос) — шведский борец греко-римского и вольного стилей, чемпион Олимпийских игр, трёхкратный вице-чемпион Европы, десятикратный чемпион Швеции (греко-римская борьба 1936, 1938, 1941, 1943—1946, 1949—1951)

## Биография
Родился в Буросе и с раннего возраста занимался борьбой в клубе Borås. В 1936 году впервые победил на чемпионате Швеции, но однако на Олимпийские игры 1936 года не поехал, оставаясь в резерве.
В 1938 и 1939 году выступал на чемпионатах Европы, оба раза занял второе место. Во время войны международных соревнований не проводилось. Первый чемпионат Европы состоялся в 1946 году по вольной борьбе, Курт Петтерсен попробовал выступить там, и занял четвёртое место.
На Летних Олимпийских играх 1948 года в Лондоне боролся в категории до 57 килограммов (полулёгкий вес). Выбывание из турнира проходило по мере накопления штрафных баллов. Схватку судили трое судей, за чистую победу штрафные баллы не начислялись, за победу решением судей при любом соотношении голосов начислялся 1 штрафной балл, за проигрыш решением 2-1 начислялись 2 штрафных балла, проигрыш решением 3-0 и чистый проигрыш карался 3 штрафными баллами.
Титул оспаривали 13 человек. Потерпел поражение в третьем круге, и в финале должен был побеждать противника или чисто, или со счётом 3-0, что Курт Петерсен и смог сделать.
| Круг  | Соперник        | Страна                    | Результат | Основание                | Время схватки |
| ----- | --------------- | ------------------------- | --------- | ------------------------ | ------------- |
| 1     | Франческо Суппо | Италия                    | Победа    | Туше (0 штрафных баллов) | 11:54         |
| 2     | Лайош Бенже     | Венгрия                   | Победа    | 3-0 (1 штрафной балл)    | -             |
| 3     | Рейдер Мерли    | Норвегия                  | Поражение | 3-0 (3 штрафных балла)   | -             |
| 4     | Тайсто Лемпинен | Соединённые Штаты Америки | Победа    | Туше (0 штрафных балла)  | 14:17         |
| 5     | -               | -                         | -         | -                        | -             |
| Финал | Махмуд Хассан   | Египет                    | Победа    | 3-0 (1 штрафной балл)    | -             |

После олимпийских игр выступил на чемпионате Европы 1949 года в вольной борьбе и занял там второе место. В 1950 году прошёл первый, после почти тридцатилетнего перерыва, чемпионат мира по борьбе (греко-римской). Заняв там 4 место, Курт Петтерсен закончил карьеру в спорте.
Умер в 1957 году.